# American Animal Hospital Association
Die American Animal Hospital Association (AAHA) ist eine US-amerikanische Non-Profit-Organisation von Tierärztlichen Kliniken. Die 1933 gegründete Vereinigung entwickelt Praxisstandards, Leitlinien und Ausbildungsprogramme. Jede Tierklinik kann der AAHA als Mitglied beitreten, sie muss aber eine Evaluierung für die AAHA-Akkreditierung durchlaufen.  Die AAHA gibt das Journal of the American Animal Hospital Association (JAAHA) heraus. Zusammen mit der American Veterinary Medical Association (AVMA) hat die American Animal Hospital Association die Partners for Healthy Pets (PHP) gegründet.

## AAHA-Leitlinien
Die AAHA gibt verschiedene Leitlinien heraus:
- AAHA/AVMA Preventive Healthcare Guidelines[4]
- AAHA Canine Vaccination Guidelines[5]
- AAHA Nutrition and Weight Management Guidelines[6]
- AAHA Canine Life Stage Guidelines[7]
- AAFP/AAHA Feline Life Stage Guidelines[8]
- AAHA Senior Care Guidelines for Dogs and Cats[9]
- AAHA/IAAHPC End-of-Life Care Guidelines[10]
- AAHA Infection Control, Prevention, and Biosecurity Guidelines[11]
- AAHA Dental Care Guidelines for Dogs and Cats[12]
- AAHA Diabetes Management Guidelines for Dogs and Cats[13]
- AAHA Canine and Feline Behavior Management Guidelines[14]
- AAHA Oncology Guidelines for Dogs and Cats[15]
- AAHA Anesthesia and Monitoring Guidelines for Dogs and Cats[16]
- AAHA/AAFP Pain Management Guidelines for Dogs and Cats[17]
- AAHA/AAFP Fluid Therapy Guidelines for Dogs and Cats[18]
- AAHA Referral and Consultation Guidelines[19]
- AAHA Mentoring Guidelines[20]
- AAHA Community Care Guidelines for Small Animal Practice[21]
- AAHA Management of Allergic Skin Diseases in Dogs and Cats Guidelines[22]
- AAHA Selected Endocrinopathies of Dogs and Cats Guidelines[23]
- AAFP/AAHA Antimicrobial Stewardship Guidelines[24]

## Pet Nutrition Alliance
Die Pet Nutrition Alliance (PNA) wurde von der American Animal Hospital Association, der American Veterinary Medical Association (AVMA) und der World Small Animal Veterinary Association (WSAVA) gegründet. Mittlerweile arbeiten hier neun tiermedizinische Organisationen zusammen und geben Unterstützung bei allen Fragen der Ernährung von Hunden und Katzen.